# 毕马兰
毕马兰（Bimaran，又译毗摩兰、比玛兰等），是位于阿富汗贾拉拉巴德以西11公里处的一个村庄，以发现公元前1世纪至公元1世纪左右贵霜时期的佛塔遗迹著名，其中二号佛塔内发现的毕马兰舍利盒最为出名。
毕马兰的五座佛塔遗迹分别是：
- 一号佛塔：34°27′15″N 70°21′16″E / 34.454155°N 70.354553°E，位于毕马兰村东南，周长38.40米。
- 二号佛塔：34°27′24″N 70°20′51″E / 34.456668°N 70.347405°E，位于毕马兰村，周长43.90米。黄金材质的毕马兰舍利盒发现自该塔。[2]
- 三号佛塔：34°27′34″N 70°20′49″E / 34.459454°N 70.347074°E，位于毕马兰村，周长33米。
- 四号佛塔：34°27′34″N 70°20′46″E / 34.459472°N 70.346067°E，位于毕马兰村，周长43.90米。

另一座佛塔位于毕马兰附近的帕萨尼（Passani）：
- 帕萨尼（Passani）一号佛塔：34°27′19″N 70°20′38″E / 34.455333°N 70.343820°E

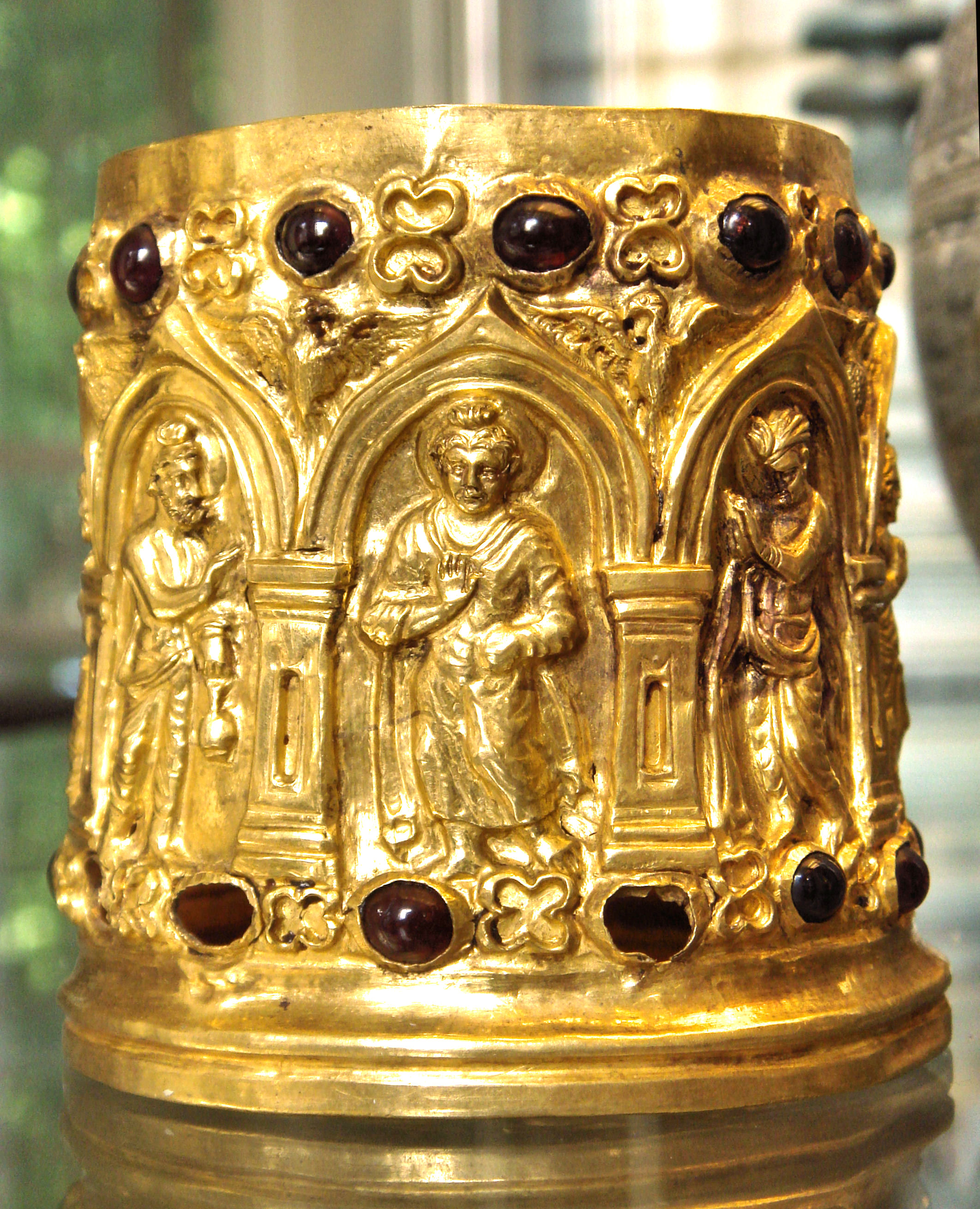
毕马兰二号佛塔发现的黄金舍利盒，镶嵌有红宝石，所雕佛像作无畏印状，约公元1世纪末，现藏大英博物馆
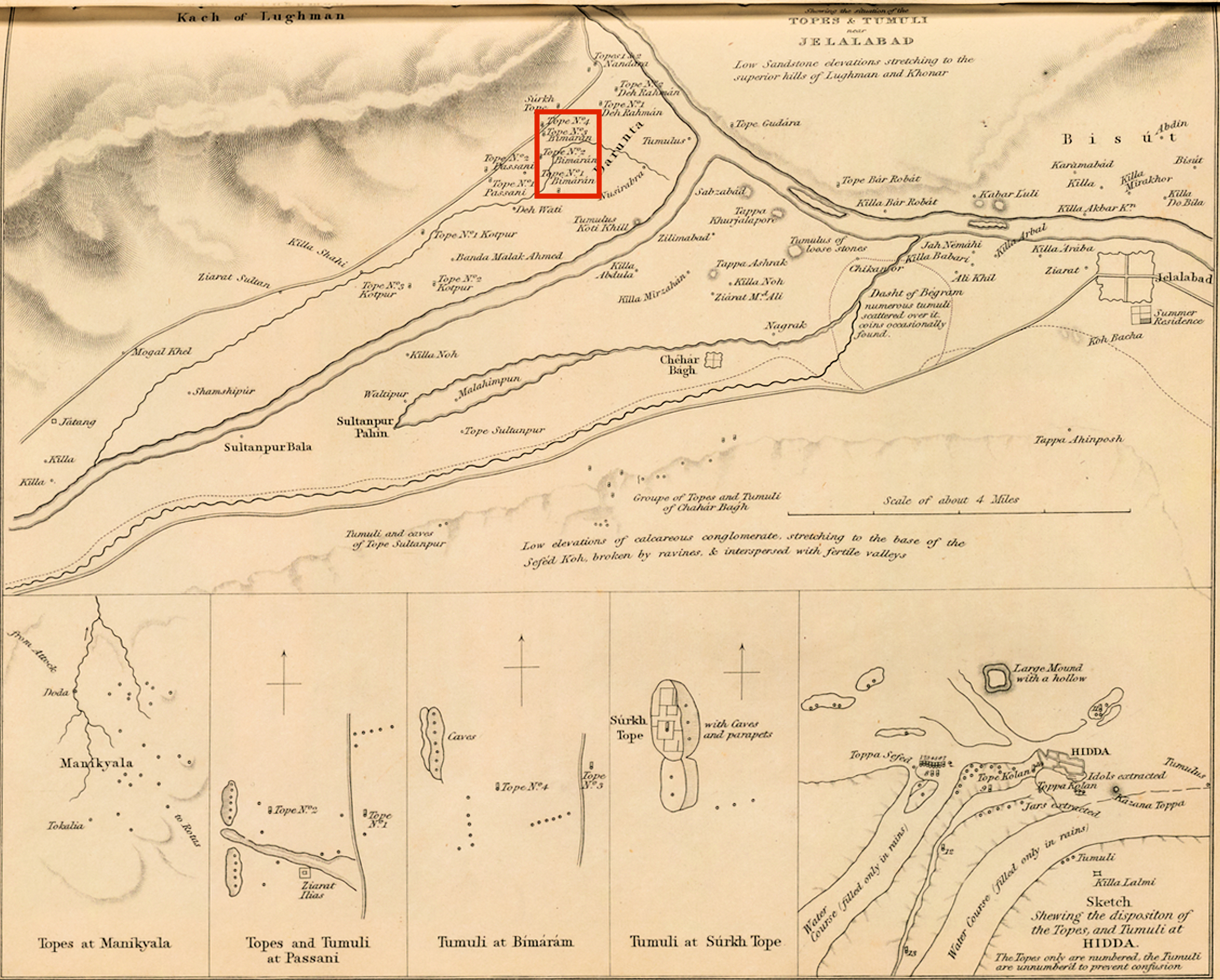
贾拉拉巴德附近的佛塔，红框内即毕马兰
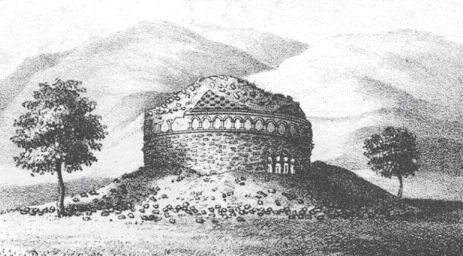
毕马兰二号佛塔，是毕马兰舍利盒的发现处，由查尔斯·马松（Charles Masson）绘制